# Paul-Émile de Souza
Pour les articles homonymes, voir Souza.
Paul-Émile de Souza (14 juillet 1930 à Ouidah - 17 juin 1999 à Cotonou) est un militaire et homme politique du Dahomey/Bénin. 

## Biographie
Après un putsch militaire, il est désigné par le directoire d'officiers supérieurs placé par l'armée à la tête du pays pour occuper le poste de président de la république du Dahomey du 13 décembre 1969 au 7 mai 1970.

## Décorations
- Chevalier de l'ordre national du Dahomey (1965)[3] ;
- Officier de l'ordre national du Dahomey (1970)[3] ;
- Grand-croix de l'ordre national du Bénin (1991)[4]